# Murtle River
Der Murtle River ist ein etwa 90 km langer linker Nebenfluss des Clearwater River im Osten der kanadischen Provinz British Columbia. Der Fluss wurde nach dem schottischen Geburtsort des Landvermessers Joseph Hunter, Milton of Murtle, benannt.

## Flusslauf
Der Murtle River entspringt auf einer Höhe von 2300 m einem namenlosen Gletscher in den Cariboo Mountains. Er fließt anfangs 20 km in südlicher Richtung durch das Bergland und mündet in das nordöstliche Ende des Murtle Lake. Den 30 km langen See verlässt er wieder an dessen westlichem Ende. Er fließt noch knapp 40 km in überwiegend westsüdwestlicher Richtung bis zu seiner Mündung. Am unteren Flusslauf liegen folgende Wasserfälle: McDougall Falls, Meadow Falls, Horseshoe Falls, Majerus Falls, Dawson Falls und The Mushbowl. 2 km oberhalb der Mündung überwindet der Murtle River schließlich den Wasserfall Helmcken Falls (⊙). Dieser ist mit einer freien Fallhöhe von 141 m nach Della Falls, Hunlen Falls und Takakkaw Falls der vierthöchste Wasserfall in British Columbia. Das Einzugsgebiet des Murtle River liegt vollständig innerhalb des Wells Gray Provincial Parks.

## Hydrologie
Der Murtle River entwässert ein Areal von etwa 1400 km². Der mittlere Abfluss 9 km oberhalb der Mündung beträgt 43,8 m³/s. In der Zeit zwischen Mai und Juli führt der Fluss gewöhnlich die größten Wassermengen.